# George Gordon, 4:e earl av Huntly
George Gordon, 4:e earl av Huntly, född 1514, död den 28 oktober 1562, var en skotsk adelsman, sonson till Alexander Gordon, 3:e earl av Huntly, far till George Gordon, 5:e earl av Huntly.
Huntly inkallades i rådet 1535 och blev 1546 kardinal David Beatons efterträdare som kansler, tillfångatogs 1547 av engelske protektorn Somerset vid Pinkie och arbetade efter frigivandet 1548 en tid för Englands intressen. På grund av sitt godtycke som styresman över de nordliga provinserna föll den mäktige mannen 1554 i onåd hos änkedrottningen-regentinnan Maria av Guise; hans utträde från det katolska partiet  p.g.a. detta(1560) bröt partiets makt. 
Huntly lyckades dock inte vinna det inflytande han sökte hos den unga drottningen, Maria Stuart, vid hennes ankomst till Skottland 1561, utan hennes halvbror, earlen av Moray, blev i stället den egentligen styrande. Huntly försökte då föra bort drottningen under hennes resa till Aberdeen för att sedan förmäla henne med sin son, sir John Gordon, men hans lilla skara slogs tillbaka av drottningens följe vid Corrichie, varvid Huntly dödades. 
Sonen avrättades i Aberdeen, och drottningen var själv närvarande vid avrättningen för att motbevisa ryktena om, att hon besvarat hans kärlek.